# 回忆太清晰：电影短片
《回忆太清晰：电影短片》（英語：All Too Well: The Short Film）是一部由美國創作歌手泰勒·斯威夫特编剧、執導和制作的美国浪漫爱情电影短片。这部电影以斯威夫特2012年的歌曲〈回忆太清晰〉命名，以该歌曲的10分钟版本为蓝本，由萨迪·辛克和迪伦·奥布莱恩饰演一对处于注定分崩离析的浪漫关系中的情侣；斯威夫特也在电影中登场。电影于2021年11月12日斯威夫特的第二张重新录制的专辑《红 (重制版)》发行的同一天在YouTube上映，同日电影在纽约林肯广场的AMC电影院举行了首映礼。获2022年MTV音乐录影带大奖“年度音乐视频”奖。

## 剧情
《回忆太清晰：电影短片》以智利诗人巴勃罗·聂鲁达的诗句开场：“爱情太短，遗忘太长。 ”影片记录了两个注定要分崩离析的恋人——她（萨迪·辛克饰）和他（迪伦·奥布莱恩饰）的关系。故事开头，他们躺在床上，她被他迷住了。随后，他们前往纽约州北部，在那里她把她的红围巾留在了他姐姐的房子里。他们的关系在一次晚宴上发生了转折，在聚会上他忽略了他的女朋友，因为他以融洽的方式给他的朋友留下了深刻的印象。之后，他们争吵起来；他傲慢而不屑一顾，而心烦意乱的她心碎了，但仍想和他在一起。他向她道歉，然后他们在冰箱的灯光下跳舞。然而，两人之间的激烈争吵最终导致他中断了关系。伤心欲绝的她在床上哭泣，同时无视他的电话。一段蒙太奇显示了她在21岁生日时独自参加聚会和悲惨的经历。他的生活还在继续，他独自走在布鲁克林的大街上，回忆着他和她关系中的一些快乐时刻。结尾，影片跳转到13年后的未来。她已经成为一名作家（泰勒·斯威夫特饰），并正在一家拥挤的书店里与一群粉丝庆祝她的书《回忆太清晰》的发行，该书大概详细描述了她20岁出头时的心痛。在外面，一个年长的他从窗口看进来，戴着她多年前遗弃的那条围巾。

## 角色
- 萨迪·辛克饰她
- 迪伦·奥布莱恩饰他
- 泰勒·斯威夫特饰后来的她

## 发行
2021年11月5日，《早安美国》公布了由斯威夫特编剧和导演的短片的预告片，短片由同名歌曲〈回忆太清晰》〉改编。预告片展示了一辆老爷车在秋天树木环绕的道路上行驶，其演员包括斯威夫特、美国演员萨迪·辛克和美国演员迪伦·奥布莱恩。
这部电影于11月12日在纽约市林肯广场的AMC电影院举行了首映礼，并于美国东部时间2021年11月12日晚上7点在YouTube上映。